# Van Halen (album)
Pour les articles homonymes, voir Van Halen (homonymie).
Albums de Van Halen
Van Halen II
(1979)
Singles
1. You Really Got Me
Sortie : Janvier 1978
2. Runnin' With The Devil
Sortie : Avril 1978
3. Jamie's Cryin'
Sortie : Juillet 1978
4. Ain't Talkin' 'Bout Love
Sortie : Septembre 1978

Van Halen est le premier album studio du groupe de hard rock américain Van Halen. Ce dernier est sorti le 10 février 1978 et s'est vendu à plus de dix millions d’exemplaires grâce aux titres You Really Got Me, Runnin' With The Devil, Jamie's Cryin' et Ain't Talkin' 'Bout Love.

## Historique
Cet album fut enregistré en moins de trois semaines (dix-huit jours exactement) aux studios Sunset Sound à Hollywood et produit par Ted Templeman (producteur notamment des Doobie Brothers). Vingt-cinq titres qu'ils jouaient déjà sur scène furent enregistrés, plus un nouveau, composé en studio, Jamie's Crying, le tout pour un coût d'environ 40 000 USD.
Ce premier album montre tout de suite les excellentes qualités de batteur d'Alex Van Halen et de chanteur de David Lee Roth, mais il révèle surtout Edward Van Halen qui révolutionne les solos de guitare par leur rapidité, leurs mélodies et l'utilisation du tapping aussi présent parfois dans le reste de ses riffs. L'album comprend la reprise de You Really Got Me des Kinks.
Ce premier album comprend de nombreux succès : Runnin' With The Devil, Ain't Talkin' 'bout Love, Jamie's Cryin. Il comprend aussi et surtout Eruption, qui est l'un des plus célèbres solos de guitare au monde, enregistré du premier coup dans les studios à la demande de Ted Templeman qui souhaitait l'inclure dans l'album. En fait, ce solo servait d'échauffement à Eddie avant les enregistrements. S'il impressionna fortement Ted Templeman, Eddie avouera qu'il n'était pas entièrement satisfait de son jeu de guitare et qu'il comprenait des fausses notes.
Il comporte aussi un morceau très rapide, I'm the One, dont les riffs sont agressifs.
L'album s'est vendu à environ quinze millions d'exemplaires dans le monde, dont dix millions aux États-Unis (disque de diamant). Il a été placé en 415e position des 500 meilleurs album de tous les temps par Rolling Stone Magazine dans leurs classements 2003 et 2012. Il est également cité dans l'ouvrage de référence de Robert Dimery Les 1001 albums qu'il faut avoir écoutés dans sa vie. En France, il atteint la septième place du classement des meilleures ventes de disques et reste classé soixante-neuf semaines.

## Liste des titres
- Tous les titres sont signés par le groupe sauf indications.

Face 1
| No | Titre                    | Auteur     | Durée |
| -- | ------------------------ | ---------- | ----- |
| 1. | Runnin' with the Devil   |            | 3:32  |
| 2. | Eruption                 |            | 1:42  |
| 3. | You Really Got Me        | Ray Davies | 2:37  |
| 4. | Ain't Talkin' 'Bout Love |            | 3:47  |
| 5. | I'm the One              |            | 3:44  |

Face 2
| No  | Titre                  | Auteur    | Durée |
| --- | ---------------------- | --------- | ----- |
| 6.  | Jamie's Crying         |           | 3:30  |
| 7.  | Atomic Punk            |           | 3:00  |
| 8.  | Feel Your Love Tonight |           | 3:40  |
| 9.  | Little Dreamer         |           | 3:22  |
| 10. | Ice Cream Man          | John Brim | 3:18  |
| 11. | On Fire                |           | 3:01  |

## Musiciens
- Edward Van Halen : guitares, chœurs.
- Alex Van Halen : batterie, percussions.
- David Lee Roth : chant.
- Michael Anthony : basse, chœurs.

## Studios
Enregistré au Sunset Sound Recorders à Hollywood

## Charts & certifications

### album
Charts
| Pays                                 | Durée du classement | Meilleur classement | Date           |
| ------------------------------------ | ------------------- | ------------------- | -------------- |
| Canada (RPM)                         | 30 semaines         | 18e                 | 3 juin 1978    |
| États-Unis (Billboard 200)           | 173 semaines        | 19e                 | 20 mai 1978    |
| France (SNEP)                        | 71 semaines         | 7e                  | 1978           |
| Italie (FIMI)                        | 1 semaine           | 89e                 | 16 juin 2011   |
| Nouvelle-Zélande (RMNZ Albums Top40) | 3 semaines          | 22e                 | 30 avril 1978  |
| Pays-Bas (MegaCharts)                | 15 semaines         | 10e                 | 5 juillet 1980 |
| Royaume-Uni (UK Albums Chart)        | 11 semaines         | 34e                 | 27 mai 1978    |

Certifications
| Pays        | Certification | ventes       | Date               |
| ----------- | ------------- | ------------ | ------------------ |
| Allemagne   | Or            | 250 000 +    | 1989               |
| Canada      | 4 × Platine   | 400 000 +    | 1er septembre 1984 |
| États-Unis  | 10 × Platine  | 10 000 000 + | 7 août 1996        |
| France      | Or            | 100 000 +    | 1979               |
| Pays-Bas    | Platine       | 80 000 +     | 1984               |
| Royaume-Uni | Or            | 100 000 +    | 25 septembre 1984  |

### Singles
| Single                 | Chart            | Durée du classement | Position | Date           |
| ---------------------- | ---------------- | ------------------- | -------- | -------------- |
| You Really Got Me      | Hot 100          | 11 semaines         | 36e      | 25 mars 1978   |
| You Really Got Me      | RPM Top Singles  | 8 semaines          | 49e      | 8 avril 1978   |
| Runnin' With The Devil | Hot 100          | 4 semaines          | 84e      | 20 mai 1978    |
| Runnin' With The Devil | (V) Ultratop     | 8 semaines          | 8e       | 5 juillet 1980 |
| Runnin' With The Devil | Mega Top 50      | 13 semaines         | 2e       | 7 juin 1980    |
| Runnin' With The Devil | UK Singles Chart | 3 semaines          | 52e      | 5 juillet 1980 |